# F-1 (motor de rachetă)

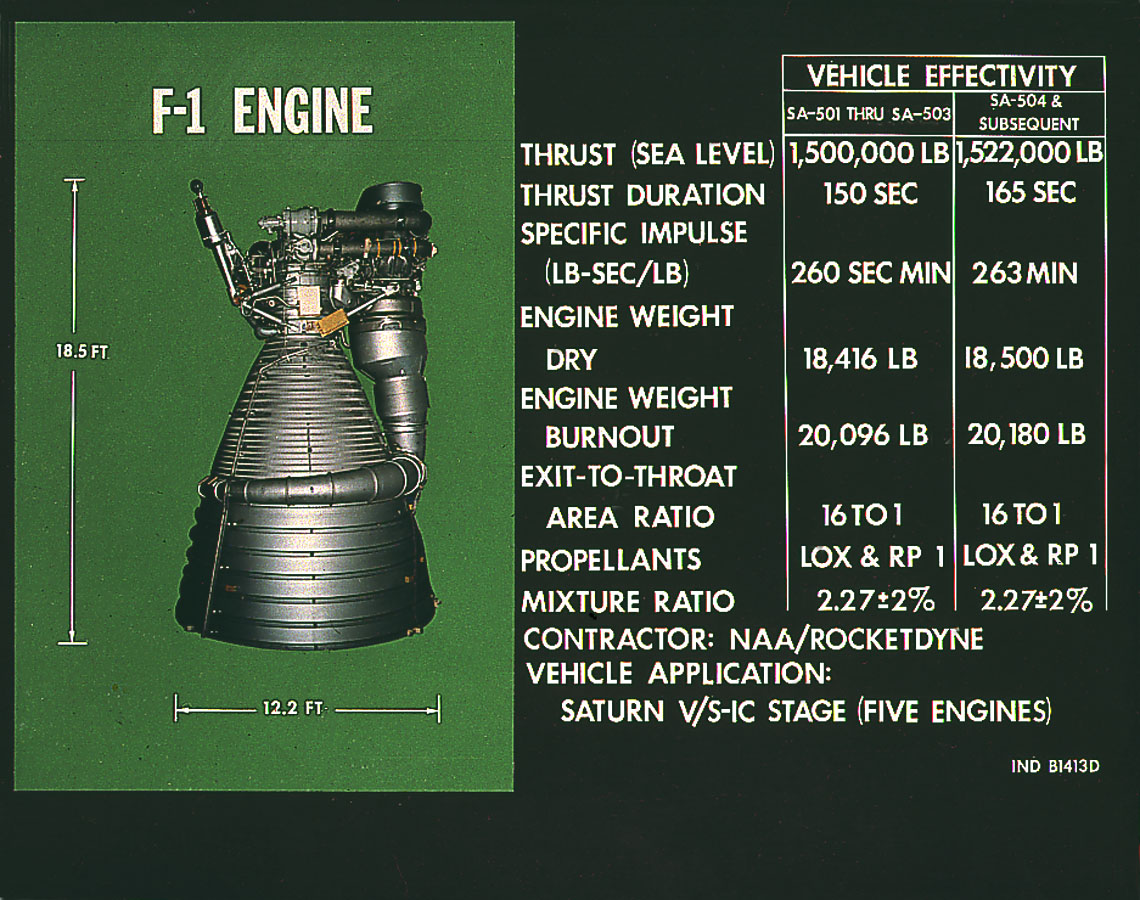
Motorul de rachetă F-1

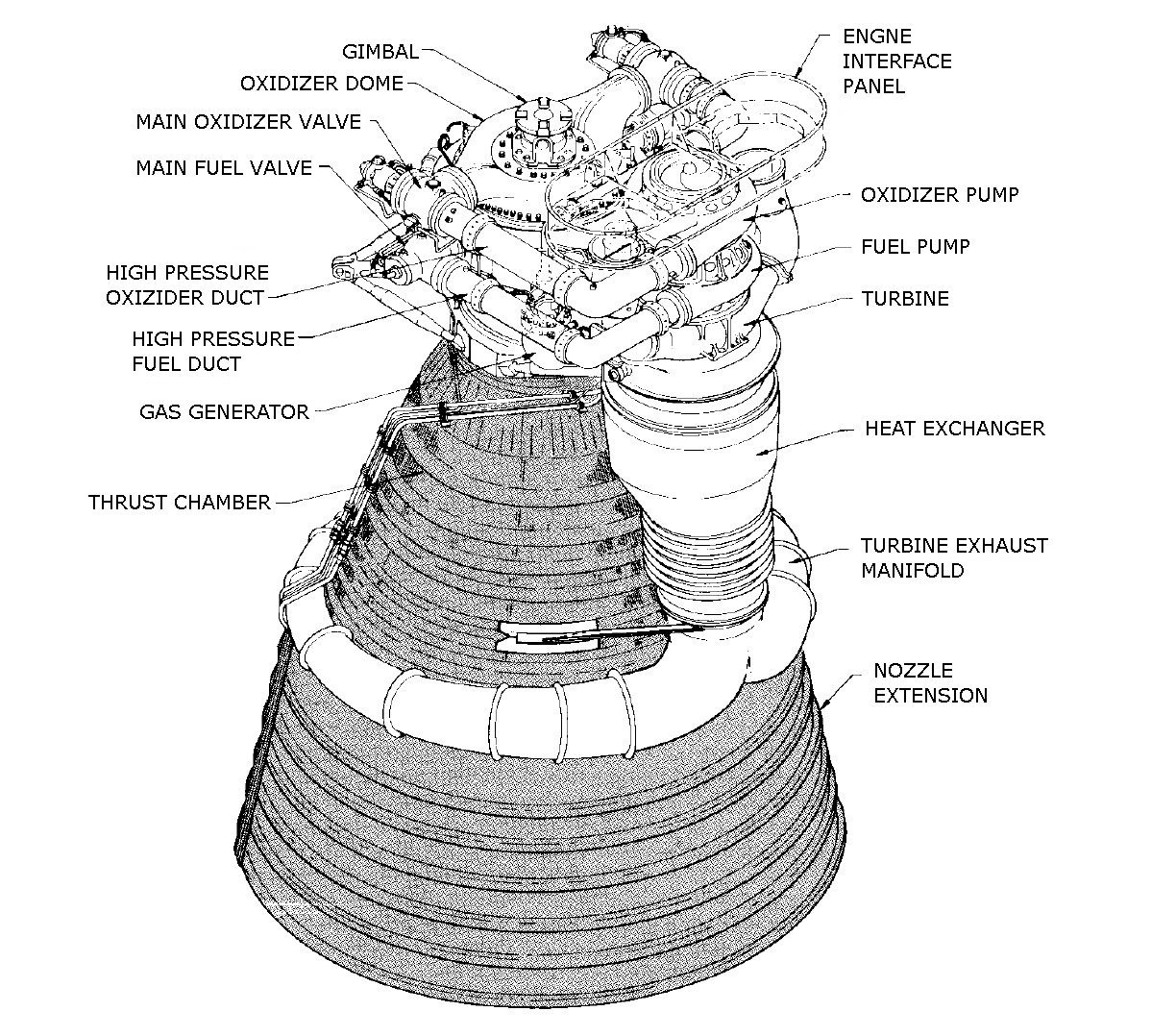
Schema motorului

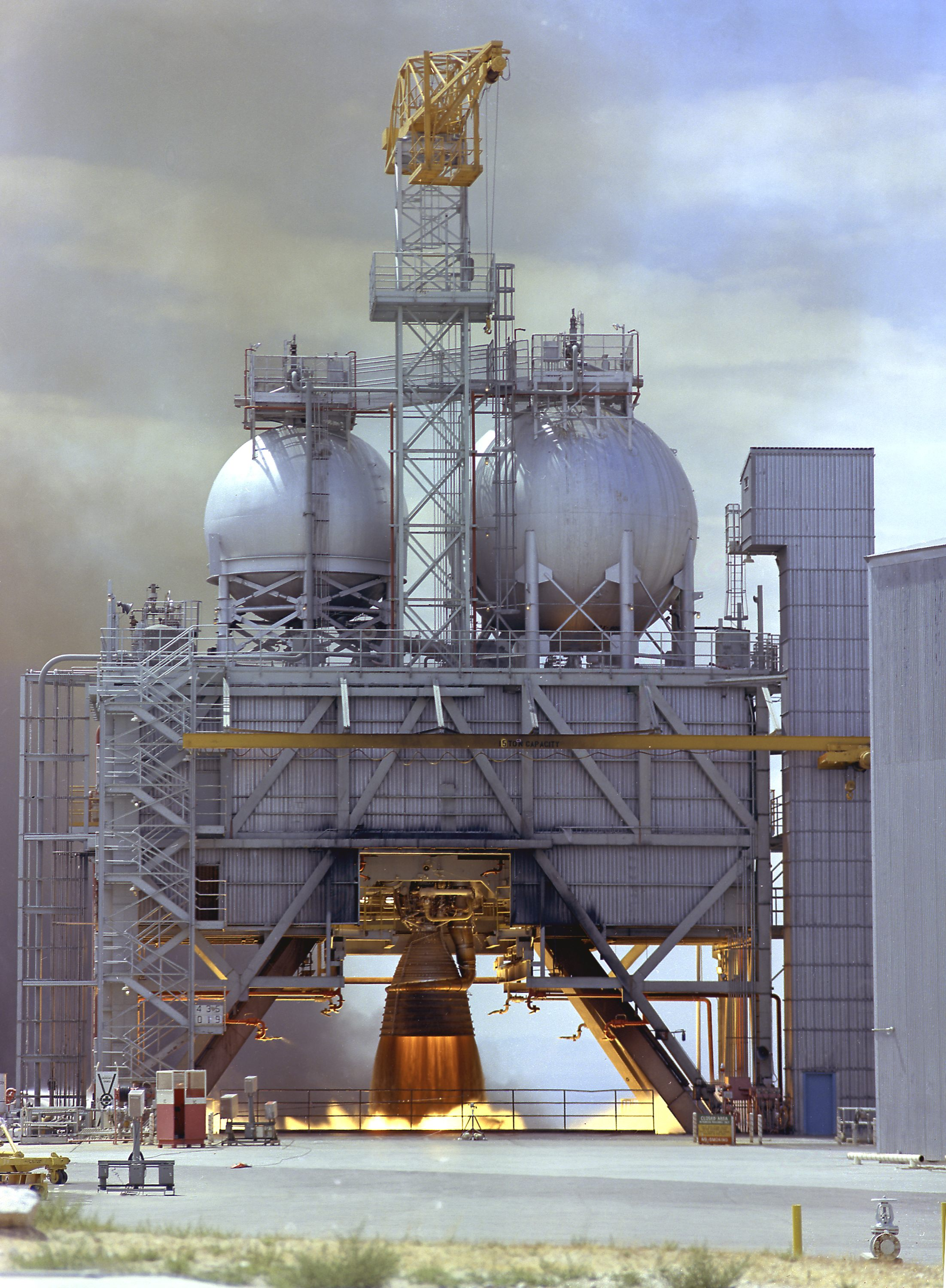
Teste de aprindere

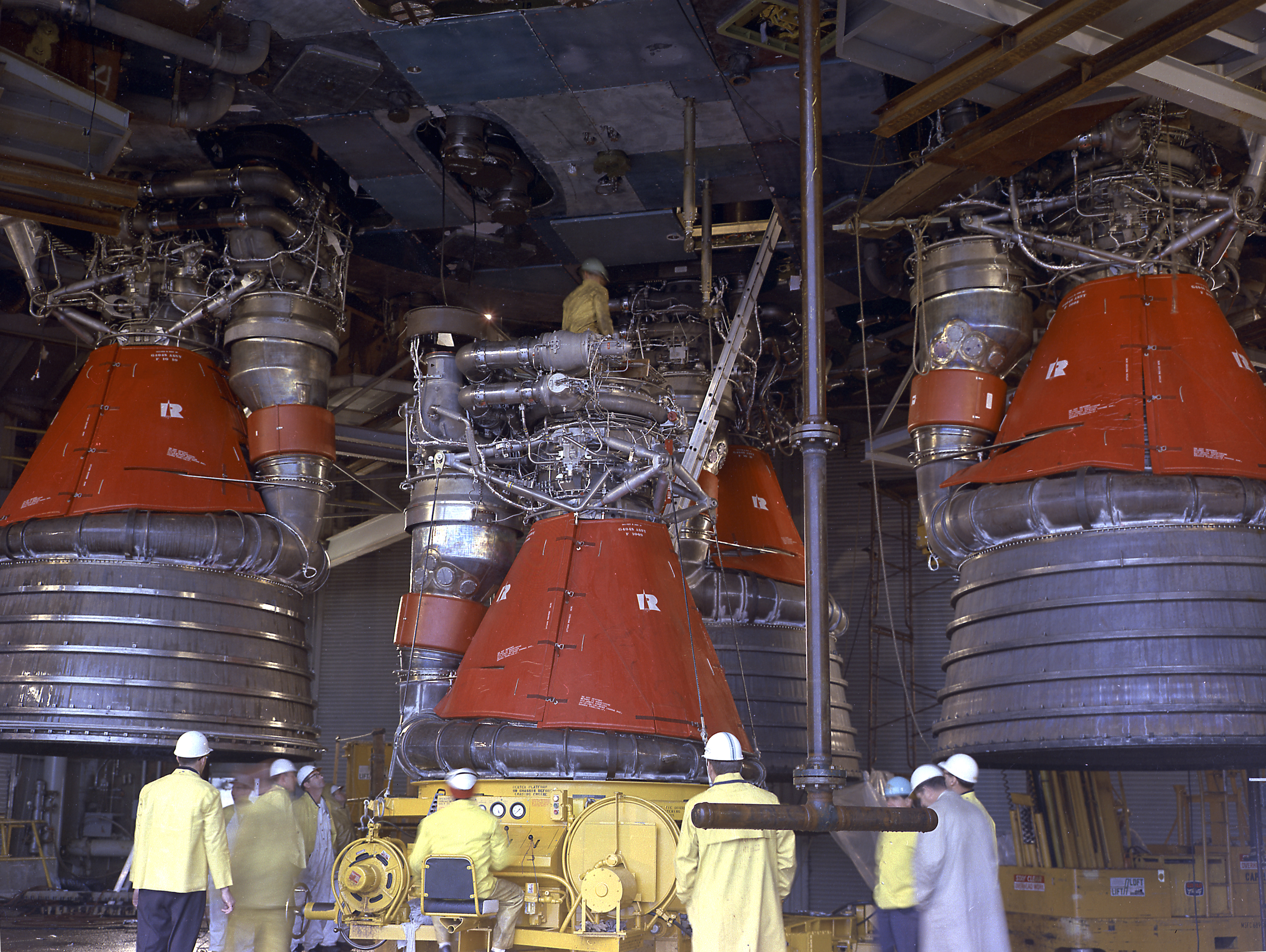
Teste de motoare

F-1 este un motor de rachetă dezvoltat de Rocketdyne și utilizat la racheta Saturn V. Cinci motoare F-1 au fost folosite în prima etapă S-IC la fiecare rachetă Saturn V, rachetă care a servit ca vehiculul de lansare principal în cadrul programului Apollo. F-1 este în continuare cel mai puternic motor unicameral de rachetă cu combustibil lichid. RD-170 are tracțiune mai ușoară, folosind un grup de patru camere de ardere mai mici și duze.